# Wargame: Red Dragon
Wargame: Red Dragon — відеогра жанру стратегія в режимі реального часу, яка також містить значні елементи жанру глобальної стратегії. Розроблена студією Eugen Systems, видавець — Focus Home Interactive. Гра є продовженням серії Wargame та сиквелом попередньої гри студії, Wargame: AirLand Battle. Наразі це остання гра в серії.

## Ігровий процес
Події відбуваються в Східній Азії під час альтернативної історії холодної війни, де Радянський Союз не розпався, і містить п'ять нових угруповань Азійсько-тихоокеанського регіону: Китай, Північна Корея, Південна Корея, Японія та Австралійський і новозеландський армійський корпус. Камера розташована зверху, над полем бою, що дає гравцеві зручний ракурс для загального огляду подій, типовий для ігор цього жанру. Гравець може вирішити, які підрозділи він хоче розгорнути перед боєм, створивши набір з конкретних окремих підрозділів. Для розгортання доступні такі типи, як піхота, різні види танкових та броньованих підрозділів, повітряних сил і військово-морських сил, з можливістю подальшого вибору, наприклад між піхотою з протиповітряними чи протитанковими функціями; літак для ведення бою в повітрі чи допомоги наземним юнітам. Протиборчі сторони зазвичай починають на протилежних краях мапи, причому обидві сторони отримують початкову кількість очок розгортання, які визначають, скільки військових одиниць гравці можуть створити на початку бою. Юніти в грі мають кілька атрибутів, таких як кількість палива або боєприпасів. Якщо у підрозділу закінчиться паливо або боєприпаси, він не зможе рухатися або стріляти відповідно. Гравці можуть впливати на ці властивості, розгортаючи одиниці постачання, які ремонтують і переозброюють одиниці. Підрозділи також мають моральний дух, який погіршується під час тривалого або нерівного бою, знижуючи бойову ефективність підрозділу та потенційно спричиняючи його розгром, також зменшуючи їх здатність реагувати на команди.
Після початкового розгортання гравці можуть захоплювати та утримувати додаткові визначені сектори на карті, розгортаючи в них спеціальні командні підрозділи та сили підтримки. Утримуючи ці сектори, гравець отримує додаткові очки розгортання з плином часу, певну кількість за кожен поточний сектор, що дозволяє розгортати більше підрозділів під час бою. Будь-які підрозділи, викликані під час бою, прибудуть з певного командного пункту — зони розгортання, яка зазвичай розташована на краю карти, і зазвичай належить гравцю з самого початку гри. Якщо такий сектор буде втрачено унаслідок знищення командних юнітів в ньому, гравець не зможе викликати підкріплення, доки знову не захопить сектор. Якщо гравець втратить останній командний юніт або сектор, гра вважатиметься програною. Але зазвичай переможець визначається за кількістю знищених одиниць ворожої армії, коли кількість втрат стає критичною, або закінчується таймер гри. 

## Завантажуваний вміст (DLC)
Гра має кілька безкоштовних та платних DLC. Перші три безкоштовні DLC додають ряд карт для мультиплеєру, а також додаткові юніти до наявних фракцій, тоді як платні DLC додають нові фракції.
З 20 травня 2016 року Збройні сили Нідерландів стали доступною для завантаження фракцією гри. Містить унікальні голландські автомобілі, такі як DAF YP-408 і DAF YP-104, а також суміш британських, французьких, німецьких і американських одиниць, ліцензованих для використання в Нідерландах. 
23 червня 2016 року Eugen Systems оголосила, що Армія оборони Ізраїлю стане другою фракцією, яку можна завантажити у грі. Унікальна техніка ізраїльської армії, особливо серія танків Merkava, стала доступна в грі разом із багатьма іншими ізраїльськими підрозділами.
З оголошенням DLC ізраїльскої армії, розробники також повідомили про поточну роботу над третім DLC під назвою Double Nation Pack: REDS, цього разу представляючи Югославію та Фінляндію в грі як союзників СРСР. Цей DLC містить 186 нових одиниць і був випущений 1 грудня 2016 року.
Після чотирьох років поспіль без нових DLC для гри, 23 березня 2021 року Eugen Systems анонсували новий DLC про Сили оборони Південної Африки, до якого додано 90 нових підрозділів SADF, у тому числі 20 абсолютно нових моделей транспортних засобів. Цей DLC було випущено 30 вересня 2021 року.

## Критика
За даними агрегатора відгуків Metacritic, Wargame: Red Dragon отримала загалом схвальні відгуки після випуску. IGN високо оцінив графіку та аудіо гри, але також критикував такі аспекти як морські симуляції та слабкість ворожого штучного інтелекту.